# Русин, Александр Иванович
Александр Иванович Русин (21 августа 1861, Тверь — 17 ноября 1956, Касабланка) — русский военно-морской деятель, адмирал (10 апреля 1916).

## Происхождение и образование
Родился в семье священника г. Корчева Иоанна Ефимовича Русина. Мать — Анна Михайловна, урождённая Окнова. Дед — Окнов Михаил Михайлович, градоначальник г. Твери с 1889 — 1891, действительный статский советник. Жена — Софья Владимировна, урождённая Алексинская (1874—1941)
Окончил Морское училище (1881), гидрографическое отделение Николаевской морской академии (1888), Артиллерийский офицерский класс (1896).

## Карьера
Артиллерийский офицер 1-го разряда. Служил на Балтийском море и Дальнем Востоке. В 1899—1904 морской агент в Японии. Принимал участие в Китайской войне 1900—1901 гг. Создал агентурную сеть, активно занимался сбором разведывательной информации о состоянии японского военно-морского флота, значительная часть которой оказалась невостребованной из-за уверенности руководства российского ВМФ в быстрой победе над японцами в случае начала войны.
Участник русско-японской войны. В 1904—1905 — заведующий миноносцами и их командами в Николаевске-на-Амуре, в 1905 — начальник морской канцелярии главнокомандующего сухопутными и морскими силами, действующими против Японии. В 1905 участвовал в составе российской делегации в мирной конференции в Портсмуте.
В 1905—1907 командир эскадренного броненосца «Слава». В 1907, 1908—1909, 1909—1910 — командующий отдельным отрядом судов, назначенных для плавания с кораблями гвардии и Морского корпуса, участвовал в морских походах вокруг Европы в Средиземное море. В 1907—1908 временно исполнял обязанности помощника начальника Главного морского штаба. В 1908—1909 — исполняющий должность начальника Николаевской морской академии и директора Морского корпуса.
С 1909 — контр-адмирал. В 1909—1913 — директор Морского корпуса. С 1912 — вице-адмирал. В 1913 был навечно зачислен в списки Морского корпуса как внесший большой вклад в организацию подготовки морских офицеров. 17 сентября 1913 был назначен начальником Главного морского штаба, был им до 1914.
С 17 июня 1914 — начальник Морского генерального штаба, занимал этот пост до апреля 1917, когда его преемником был назначен М. А. Кедров. В июне 1914 выезжал в Париж для координации с французской стороной совместной военно-морской стратегии, а также согласования действий в ответ на передачу Германией Турции крейсеров «Гебен» и «Бреслау». Одновременно с 1 июня 1915 был помощником морского министра адмирала И. К. Григоровича (до марта 1917). В начале ноября 1915 руководил русской миссией на союзническом совещании в Лондоне по вопросам снабжения армии и флота, о чем сделал доклад 9 января 1916 в Особом совещании по обороне. Также занимал пост начальника Морского штаба Верховного главнокомандующего, на котором остался до лета 1917. Возглавлял оперативно-стратегическое руководство боевой деятельностью Российского императорского флота, руководил разработкой военно-морских операций во время Первой мировой войны.
Последовательно придерживался монархических политических взглядов, отказался поддержать обращения высших военачальников к Николаю II с просьбой об отречении от престола. В 1917 был уволен в отставку.

## Награды
- Орден Святого Станислава 2-й степени (1897)
- Орден Святой Анны 2-й степени (1903)
- Орден Святого Владимира 4-й степени с мечами и бантом (1905)
- Орден Святого Владимира 3-й степени (1908)
- Орден Святого Станислава 1-й степени (1910)
- Орден Святой Анны 1-й степени (1913)
- Орден Святого Владимира 2-й степени (1915)

- Медаль «В память царствования императора Александра III» (1896)
- Медаль «За поход в Китай» (1901)
- Медаль «В память русско-японской войны» (1906)
- Медаль «В память 100-летия Отечественной войны 1812» (1912)
- Медаль «В память 300-летия царствования дома Романовых» (1913)

Иностранные: 
орденами Франции (в том числе Большим офицерским крестом Почётного легиона), 
Японии, Туниса, Великобритании (Королевский Викторианский орден), 
Италии (великий офицер ордена Святых Маврикия и Лазаря), 
Дании (большой крест ордена Данеброг), Османской империи (орден Османие), 
Болгарии (орден «Святой Александр»).

## В эмиграции

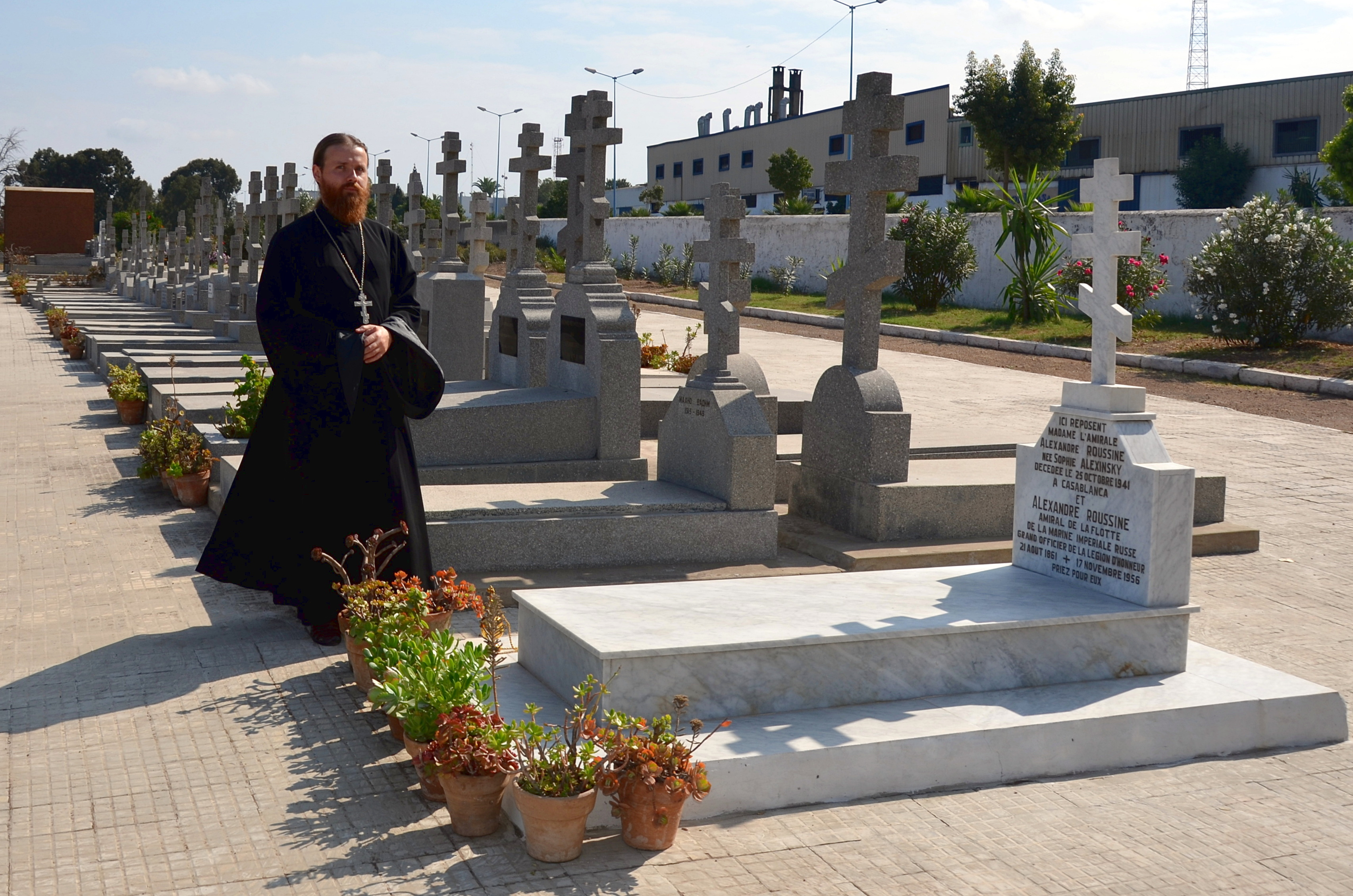
Могила адмирала Русина.

После прихода к власти большевиков эмигрировал во Францию. Был старшиной и председателем Кают-компании в Париже, председателем Совета старейшин Всезарубежного объединения морских организаций, почётным председателем Общества взаимопомощи бывших чинов императорской армии и флота.
В 1939 году, вслед за своим шурином И. П. Алексинским, переехал в Марокко. Последний период своей жизни посвятил активному участию в деятельности русской православной общины города Касабланки: был старостой Успенского прихода и Свято-Троицкого храма в пригороде Бурназель РПЦЗ. В 1941 году овдовел. Жил весьма скромно. Пользовался авторитетом у представителей русской иммиграции первой и второй волны, французской администрации, марокканских властей. Скончался 17 ноября 1956 года в Касабланке, похоронен с воинскими почестями на христианском кладбище Бен-Мсик (участок 16).
В 2007 году могила была перенесена на участок 51 в связи с созданием русского некрополя кладбища, вошедшего в «Перечень находящихся за рубежом мест погребения, имеющих для Российской Федерации историко-мемориальное значение».
Дом в Касабланке, в котором жил и умер адмирал Русин (ул. Д’Омаль, д. 3) был снесен в 1970-е годы.

## Труды
- Подготовка Российского флота к мировой войне. Морской журнал. Прага, 1934, № 80-81
- Воспоминания о Морском корпусе. // Морской журнал. Прага, 1935, № 95.